# Circus (Stray Kids)
Circus è un EP in lingua giapponese della boy band sudcoreana Stray Kids, pubblicato nel 2022.

## Tracce
1. Circus – 3:14
2. Fairytale – 2:52
3. Venom (蜘蛛の糸; Japanese version) – 3:15
4. Maniac (Japanese version) – 3:03
5. Silent Cry (Japanese version) – 3:31
6. Your Eyes – 3:16